# 힐베르트 행렬
선형 대수학에서 힐베르트(Hilbert , 1894 )에 의해 소개된 힐베르트 행렬(Hilbert matrix)은 엔트리 성분이 단위 분수인 정사각 행렬이다.
{\displaystyle H_{ij}={\frac {1}{i+j-1}}}
예를 들어, 이것은 5 × 5 힐베르트 매트릭스 행렬이다.
{\displaystyle H={\begin{pmatrix}1&{\frac {1}{2}}&{\frac {1}{3}}&{\frac {1}{4}}&{\frac {1}{5}}\\[4pt]{\frac {1}{2}}&{\frac {1}{3}}&{\frac {1}{4}}&{\frac {1}{5}}&{\frac {1}{6}}\\[4pt]{\frac {1}{3}}&{\frac {1}{4}}&{\frac {1}{5}}&{\frac {1}{6}}&{\frac {1}{7}}\\[4pt]{\frac {1}{4}}&{\frac {1}{5}}&{\frac {1}{6}}&{\frac {1}{7}}&{\frac {1}{8}}\\[4pt]{\frac {1}{5}}&{\frac {1}{6}}&{\frac {1}{7}}&{\frac {1}{8}}&{\frac {1}{9}}\end{pmatrix}}}
힐베르트 행렬은 적분으로부터 유도된 것으로 간주 될 수있다.
{\displaystyle H_{ij}=\int _{0}^{1}x^{i+j-2}\,dx}

## 특성
힐베르트 행렬은 한켈 행렬의 예이다. 코시 행렬의 특정 예이기도 하다.
또한 힐베르트 행렬은 대칭행렬이다.

## 성질
{\displaystyle \det(H)={{c_{n}^{\;4}} \over {c_{2n}}}}
{\displaystyle c_{n}=\prod _{i=1}^{n-1}i^{n-i}=\prod _{i=1}^{n-1}i!}
힐버트 (Hilbert)는 힐버트 행렬의 행렬식이 정수의 역수라는 흥미로운 사실을 이미 언급했다.
{\displaystyle {1 \over \det(H)}={{c_{2n}} \over {c_{n}^{\;4}}}=n!\cdot \prod _{i=1}^{2n-1}{i \choose [i/2]}}
또한 동일성에서 팩토리얼에 대한 스털링 근사를 사용하면 다음과 같은 점근선 결과를 얻을 수 있다.
{\displaystyle \det(H)=a_{n}\,n^{-1/4}(2\pi )^{n}\,4^{-n^{2}}}
여기서 an 은 상수로 수렴한다.
{\displaystyle n\rightarrow \infty } 일 때 {\displaystyle e^{1/4}2^{1/12}A^{-3}\approx 0.6450}과 같다.
여기서 A는 글레이셔-킨켈린 상수이다.
힐베르트 행렬의 역함수는 이항 계수를 사용하여 닫힌 형태로 나타낼 수 있다. 이것의 입장이라면,
{\displaystyle (H^{-1})_{ij}=(-1)^{i+j}(i+j-1){n+i-1 \choose n-j}{n+j-1 \choose n-i}{i+j-2 \choose i-1}^{2}}
여기서 n 은 행렬의 차수이다 따라서 역행렬의 엔트리는 모두 정수이다.
n -by-H 힐버트 행렬의 조건 수는 다음과 같이 증가한다.
{\displaystyle O((1+{\sqrt {2}})^{4n}/{\sqrt {n}})}

## 같이 보기
- 반대각 대칭행렬